# Web服务器网关接口
Web服务器网关接口（Python Web Server Gateway Interface，缩写为WSGI）是为Python语言定义的Web服务器和Web应用程序或框架之间的一种简单而通用的接口。自从WSGI被开发出来以后，许多其它语言中也出现了类似接口。

## 发展背景
以前，如何选择合适的Web应用程序框架成为困扰Python初学者的一个问题，这是因为，一般而言，Web应用框架的选择将限制可用的Web服务器的选择，反之亦然。那时的Python应用程序通常是为CGI，FastCGI，mod_python中的一个而设计，甚至是为特定Web服务器的自定义的API接口而设计的。
WSGI （有时发音作'wiz-gee'）是作为Web服务器与Web应用程序或应用框架之间的一种低级别的接口，以提升可移植Web应用开发的共同点。WSGI是基于现存的CGI标准而设计的。

## 规范概览
WSGI區分為兩個部份：一為「伺服器」或「网关」，另一為「應用程序」或「應用框架」。在處理一個WSGI請求時，伺服器會為應用程序提供環境資訊及一個回呼函數（Callback Function）。當應用程序完成處理請求後，透過前述的回呼函數，將結果回傳給伺服器。
所谓的“WSGI 中介軟體”同时实现了API的两方，因此可以在WSGI服务器和WSGI应用之间起调解作用：从Web服务器的角度来说，中介軟體扮演应用程序，而从应用程序的角度来说，中介軟體扮演服务器。“中介軟體”组件可以执行以下功能：
- 重写环境变量后，根据目标URL，将请求消息路由到不同的应用对象。
- 允许在一个进程中同时运行多个应用程序或应用框架。
- 负载均衡和远程处理，通过在网络上转发请求和响应消息。
- 进行内容后处理，例如应用XSLT样式表。

## 示例程序
用Python语言写的一个符合WSGI的“Hello World”应用程序如下所示：
```
def
 
app
(
environ
,
 
start_response
):

    
start_response
(
'200 OK'
,
 
[(
'Content-Type'
,
 
'text/plain'
)])

    
yield
 
b
"Hello world!
\n
"

```

其中
- 第一行定义了一个名为 app 的 callable[註 1]，接受两个参数，environ 和 start_response，environ 是一个包含了 CGI 中的环境变量的字典。
- 第二行调用了start_response，状态指定为“200 OK”，消息头指定为内容类型是“text/plain”。start_response 也是一个 callable，接受两个必须的参数，status（HTTP 状态）和 response_headers（响应消息的头）。
- 第三行将响应消息的消息体返回。

## 调用一个应用程序的示例
调用一个程序并获取它的应答消息的例子如下所示：
```
def
 
call_application
(
app
,
 
environ
):

    
body
 
=
 
[]

    
status_headers
 
=
 
[
None
,
 
None
]

    
def
 
start_response
(
status
,
 
headers
):

        
status_headers
[:]
 
=
 
[
status
,
 
headers
]

        
return
 
body
.
append

    
app_iter
 
=
 
app
(
environ
,
 
start_response
)

    
try
:

        
for
 
item
 
in
 
app_iter
:

            
body
.
append
(
item
)

    
finally
:

        
if
 
hasattr
(
app_iter
,
 
'close'
):

            
app_iter
.
close
()

    
return
 
status_headers
[
0
],
 
status_headers
[
1
],
 
''
.
join
(
body
)

status
,
 
headers
,
 
body
 
=
 
call_application
(
app
,
 
{
...
environ
...
})

```

## WSGI兼容的应用和框架
支持WSGI的Web应用框架有很多：
- BlueBream
- bobo[2]
- Bottle[3]
- CherryPy
- Django[4]
- Flask
- Google App Engine's webapp2
- Gunicorn
- prestans[5]
- Pylons
- Pyramid
- restlite[6]
- Tornado
- Trac
- TurboGears
- Uliweb[7]
- web.py[8]
- web2py
- weblayer[9]
- Werkzeug[10]

## 影响
- 2003年： 原初的Python版本 [11]
- 2007年： Rack，Ruby版本 [12]
- 2008年： Lua WSAPI，Lua版本 [13]
- 2009年： JSGI，JavaScript版本 [14]
- 2009年： PSGI，Perl版本 [15]
- 2010年： Hack，Haskell版本 [16]

## 外部連結
- PEP 333 -- Python Web Server Gateway Interface v1.0 （页面存档备份，存于）
- PEP 3333 -- Python Web Server Gateway Interface v1.0.1 （页面存档备份，存于）
- WSGI metaframework
- 关于WSGI的Wiki网站 （页面存档备份，存于）（英文）
- WSGI教程 （页面存档备份，存于）（英文）
- Hoxide · 2006-03-03 · WSGI简介
- 啄木鸟关于wsgi的介绍 （页面存档备份，存于）